# Ilya Usoskin
Ilya G. Usoskin est un astronome finlandais, vice-président de l'Union astronomique internationale de 2021 à 2027,.